# 1Ł125 Niobij-SW
1Ł125 Niobij-SW (ros. 1Л125 «Ниобий-СВ», indeks GRAU 55Ж6УМ) – rosyjska mobilna stacja radiolokacyjna opracowana w celu wsparcia obrony przeciwlotniczej Wojsk Lądowych Federacji Rosyjskiej. Jej głównym zadaniem jest wykrywanie i śledzenie różnorodnych celów powietrznych, w tym samolotów o obniżonej wykrywalności, pocisków manewrujących oraz bezzałogowych statków powietrznych.

## Historia
Prace nad stacją rozpoczęły się w Niżnonowogrodzkim Naukowo-Badawczym Instytucie Radiotechnicznym pod koniec lat 90. XX w. Celem projektu było stworzenie mobilnej stacji radarowej zdolnej do skutecznego wykrywania zagrożeń powietrznych współczesnego pola walki, w tym obiektów o niskiej sygnaturze radarowej. Projekt opierał się na rozwoju dotychczasowych konstrukcji z rodziny Nebo. Prace projektowo–konstrukcyjne zakończono w latach 2013–2015. Pierwsze dostawy stacji do jednostek obrony przeciwlotniczej wojsk lądowych Federacji Rosyjskiej miały miejsce w 2016 r. W 2019 r. radar został wprowadzony na wyposażenie jednostek Południowego Okręgu Wojskowego i rozlokowany na Krymie. Ta lokalizacja umożliwiła kontrolowanie całego obszaru Morza Czarnego, a radary rozmieszczone na południu półwyspu pozwoliły na dozór nad południowymi obszarami Rosji.
Radar 1Ł125 Niobij-SW integruje się z rosyjskimi systemami obrony powietrznej, przekazując dane do:
- systemów rakietowych obrony powietrznej gdzie dostarcza informacje dla systemów takich jak S-300W, S-400 Triumf, 9K37 Buk-M3 i 9K330 Tor-M2 umożliwiające zwalczanie celów powietrznych,
- systemów dowodzenia i kierowania wojsk – współpracuje z systemami automatycznego dowodzenia, tj. 9S52 Polana-D4M i Bajkał-1M, integrując się w złożoną sieć obrony powietrznej,
- innych radarów w ramach sieci obrony powietrznej, tworząc spójną świadomość sytuacyjną i umożliwiając skuteczną koordynację działań obronnych.

Na potrzeby odbiorców zagranicznych opracowano eksportową wersję systemu pozwalającą wykrywać obiekty powietrzne z odległości 400 km poruszające się na pułapie 40 km.

## Zastosowanie bojowe
Stacje 1Ł125 Niobij-SW, będące na wyposażeniu jednostek Centralnego Okręgu Wojskowego, zostały wykorzystane w rejonie Donbasu podczas agresji Rosji na Ukrainę. Siły Zbrojne Ukrainy w 2025 r. zadeklarowały, że za pomocą dronów zniszczyły jeden z radarów 1Ł125 Niobij-SW w okolicach Charkowa.

## Charakterystyka techniczna
1Ł125 Niobij-SW to trójwspółrzędna stacja radiolokacyjna pracująca w paśmie metrowym, wyposażona w aktywną antenę z fazowanym szykiem pionowym. Stacja jest zamontowana na czteroosiowym podwoziu samochodu ciężarowego KamAZ, co zapewnia jej mobilność i możliwość szybkiego przemieszczania się między pozycjami. Czas przejścia z położenia marszowego do bojowego zajmuje trzyosobowej obsłudze od 10 do 15 minut, obejmując podniesienie masztu antenowego i organizację łączności.
Wykrywa cele powietrzne o skutecznej powierzchni odbicia wynoszącej 1 m² i poruszających się na wysokości do 40 km z odległości 400 km. Maksymalny zasięg radaru wynosi do 500 km, stacja jest zdolna do jednoczesnego śledzenia do 300 celów, w tym obiektów o małej skutecznej powierzchni odbicia, takich jak bezzałogowe statki powietrzne i rakiety manewrujące. Maksymalna prędkość śledzonego celu wynosi 5400 km/h. Cele takie jak ATACMS, o skutecznej powierzchni odbicia 0,1 m², są wykrywane z odległości 120–130 km. 